# Focke-Wulf Fw 187
Die Focke-Wulf Fw 187 Falke ist ein zweimotoriges Jagdflugzeug aus der Zeit des Zweiten Weltkrieges, das bei Focke-Wulf in Bremen entwickelt wurde.

## Entwicklung

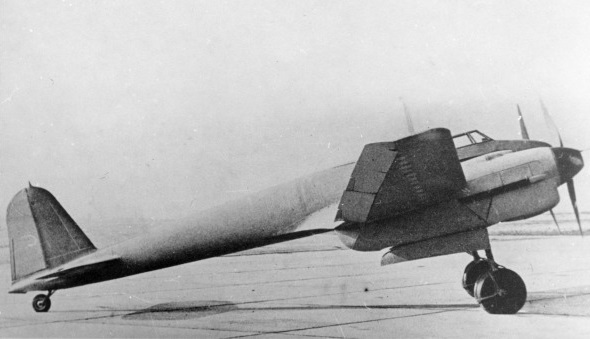
Focke-Wulf Fw 187 V4

Sie wurde Anfang 1936 von Rudolf Blaser unter Kurt Tank, dem Leiter der Entwicklungsabteilung, als einsitziges Jagdflugzeug für Geschwindigkeiten über 500 km/h projektiert. Der Erstflug des Prototyps Fw 187 V1 (Kennzeichen D–AXAK) fand mit Tank am Steuer am 10. April 1937 statt, wobei trotz der leistungsschwächeren Triebwerke vom Typ Junkers Jumo 210 D (vorgesehen waren Motoren von Daimler-Benz) eine Höchstgeschwindigkeit von 520 km/h erreicht wurde. Obwohl die Fw 187 damit 60 km/h schneller als die Bf 109 B-2 war, konnte sie sich beim Reichsluftfahrtministerium (RLM) nicht durchsetzen, da man dort zwei Motoren für einen einsitzigen Jäger als Verschwendung ansah.
Das Technische Amt des RLM schrieb etwas später einen schweren Jäger mit drei Mann Besatzung und zwei Motoren in der neugeschaffenen Gattung des „Zerstörers“ aus, der mit Maschinengewehren und Bomben ausgerüstet werden sollte.
Der dritte Prototyp wurde daraufhin angepasst – jedoch nicht exakt nach den RLM-Spezifikationen, was die Mitbewerber Bayerische Flugzeugwerke (ab 1938 Messerschmitt AG) und die Henschel Flugzeug-Werke ebenfalls nicht taten. Der letzte Prototyp Fw 187 V6 erhielt die nun lieferbaren DB-600A-Triebwerke mit je 772 kW (1.050 PS) und erreichte damit während der Erprobung im Frühjahr 1939 eine Höchstgeschwindigkeit von 635 km/h in Bodennähe.
Trotz dieser Leistung und einer überdurchschnittlichen Manövrierfähigkeit wurde vom RLM nur ein Auftrag über drei Vorserienmaschinen Fw 187 A-0 erteilt, da man sich schon für das Konkurrenzmuster Messerschmitt Bf 110 entschieden hatte. 1940 fertiggestellt, flogen die Maschinen mit Testpiloten bemannt bei der auf Anweisung des RLM am 8. Mai 1940 aufgestellten 6. Werkschutzstaffel mit direkter Unterstellung zum JG 1 als Objektschutzverband für das Focke-Wulf-Werk Bremen einige Einsätze, erzielten aber keine Abschüsse. Eine dieser Fw 187 wurde am 2. Juli nach einer Notlandung bei Hoya abgeschrieben und die Staffel im August 1940 aufgelöst.
Im Winter 1940/41 wurden sie inoffiziell der Luftwaffe übergeben und in Norwegen stationiert, wo sie bald der Bf 110 vorgezogen wurden. Als Göring davon Kenntnis erhielt, mussten die Maschinen an das Werk zurückgegeben werden.
Die aus diesem Typ gewonnenen Erfahrungen wurden bei der Entwicklung der Focke-Wulf Ta 154 genutzt.
Das Flugzeug war in Ganzmetallbauweise ausgeführt, sämtliche Flächen waren freitragend. Das luftgefederte Hauptfahrwerk war komplett, das Spornrad zu zwei Dritteln einziehbar. Im eingezogenen Zustand diente es so als Notsporn.

## Technische Daten

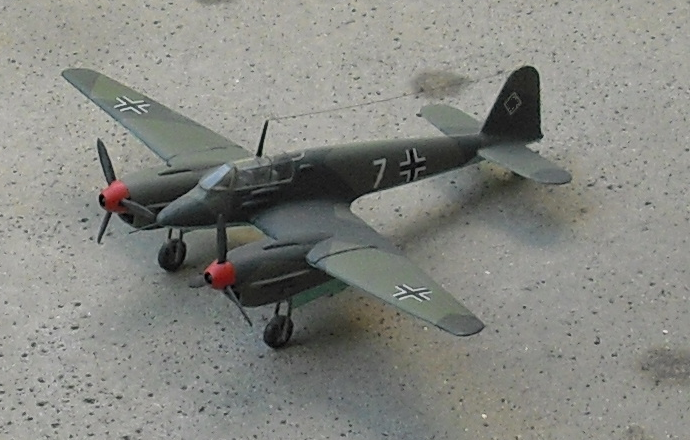
Modell einer Fw 187

| Kenngröße             | Daten (Fw 187 A-0)                                                           |
| --------------------- | ---------------------------------------------------------------------------- |
| Besatzung             | 3                                                                            |
| Länge                 | 11,10 m                                                                      |
| Spannweite            | 15,30 m                                                                      |
| Höhe                  | 3,85 m                                                                       |
| Flügelfläche          | 30,6 m²                                                                      |
| Flügelstreckung       | 7,7                                                                          |
| Leermasse             | 3700 kg                                                                      |
| Startmasse            | 4989 kg                                                                      |
| Höchstgeschwindigkeit | 525 km/h in 4200 m Höhe                                                      |
| Steiggeschwindigkeit  | 17,5 m/s                                                                     |
| Gipfelhöhe            | praktisch 10.000 m                                                           |
| Triebwerke            | zwei 12-Zylinder V-Motoren Junkers Jumo 210 G mit je maximal 537 kW (730 PS) |
| Bewaffnung            | vier 7,92-mm-MG-17- zwei 20-mm-Maschinenkanonen MG FF                        |